# Aspasie
| Aspasie |
| --- |
| - Betydelse – rättighetsorganisation för sexarbetare i Schweiz - Bakgrund – 1982, medgrundad av Grisélidis Réal - Bas – Genève - Verksamhet – rådgivning och stöd till verksamma i sexbranschen, främst i Genève och västra Schweiz |

Aspasie är en schweizisk organisation för sexarbetares rättigheter baserad i Genève. Den grundades 1982 och arbetar emot diskriminering av sexarbetare och med stöd för dem i deras dagliga liv. En av medgrundarna var Grisélidis Réal.

## Historia

### Bakgrund och tidiga projekt
Aspasie grundades 1982 i Genève av ett antal lokala sexarbetare och socialarbetare. Namnet kommer från Aspasia, en berömd grekisk kurtisan och nära bekant med Perikles under det sena 400-talet f.Kr. Prostitution blev i Schweiz 1942 legaliserad och reglementerad, och 1992 avkriminaliserades både frivillig prostitution och frivilligt koppleri som inte är kopplat till människohandel eller involverar minderåriga.
1996 var Aspasie medgrundare till bus Boulevards, en verksamhet med skadereducerande åtgärder för sexarbetande droganvändare i Genève. Detta är del av kommunens större projekt Première ligne, skapat fem år tidigare och riktat mot hiv-drabbade med drogproblem i staden.

### Tillfällig splittring, branschutveckling
1998 skedde en splittring i organisationen mellan två av dess ledande röster. Den nyvalda ordföranden Nicole Castioni beskrev i sin då nyutgivna bok Soleil au bout de la nuit sina erfarenheter som prostituerad och drogmissbrukare i Paris som en tid präglad av utnyttjande. Grisélidis Réal tog avstånd från denna bild av det yrke som hon arbetat i under ett antal decennier och bildade istället, tillsammans med ett antal andra tidigare Aspasie-medlemmar, den nya föreningen Astarté (med namn efter den feniciska fruktsamhetsgudinnan). Castioni, som beklagade splittringen, hade själv givit initiativ till en kommunal rapport om den mångskiftande sexbranschen, efter sina två år som kommunfullmäktigeledamot i Genève. I den rapporten noterades marknadens pågående omvandling i bland annat kantonen Genève, med mindre gatuprostitution till förmån för cirka 120 "massagesalonger" och ett trettiotal "champagnebarer" med sammanlagt drygt 300 yrkesarbetande sexarbetare. I båda fallen var de flesta sexarbetarna av utländskt ursprung och med oklart arbetstillstånd. Därutöver fanns enligt Aspasie minst dubbelt så många sexarbetare i kantonen utanför "systemet".
Därmed fanns två sexarbetarorgasationer i Genève – det kommunal- och statsstödda Aspasie och det helt oberoende Astarté.

### Senare historik
Året efter (1999) överbryggades dock motsättningarna mellan de två organisationerna, i och med valet av Marie-Jo Glardon, sociolog från Lausanne, som ny ordförande för Aspasie. Glardon har senare bland annat varit talesperson för Aspasie i frågor rörande aktiviteterna på barer och massagesalonger, runt polisens problem med att kunna övervaka den till stor del oreglerade verksamheten.
Aspasie samarbetar med och uppbär stöd från ett antal olika schweiziska organisationer och myndigheter. Detta inkluderar både staden och kantonen Genève samt olika kommuner i Romandiet, landets centrala hälsomyndighet, Frälsningsarmén, motsvarigheten till Hyresgästföreningen, Caritas, den lokala kvinnoorganisationen SOS Femmes, Läkare i Världen, European Sex Workers' Rights Alliance och Global Network of Sex Work Projects.
2022 bildade Aspasie stiftelsen Philenis. Det underlättade de följande inköpen av en fastighet och ett tidigare hotell frekventerat av prostituerade för att kunna erbjuda billig logi och bättre arbetslokaler för sexarbetare i Genève.

## Verksamhet
Organisationen bidrar med olika rekommendationer, information och annat stöd till verksamma inom sexbranschen, inklusive till manliga sexarbetare. Den centrala rådgivande databasen Excercer à Genève är publicerad på franska samt ytterligare sju språk (engelska, tyska, spanska, ungerska, italienska, portugisiska och rumänska), bland annat för att lättare kunna nå de många immigranter och tillfällighetsbosatta i Genève som ägnar sig åt sexarbete.
Aspasie vänder sig till tre olika grupper av sexarbetare/prostituerade – etablerade yrkesfolk inom sexbranschen, migranter och drogmissbrukare. Till organisationens återkommande arbete ingår bland annat:
- Socialt och förebyggande arbete via besök på barer, strippklubbar och massagesalonger, i besöksgrupper där både socialarbetare och vårdpersonal ingår.
- Kontakter med gatuprostituerade, utförda av den fasta personalen på Aspasie på kända prostitutionsstråk (som Pâquis-kvarteret i Genève[14]).
- Projektet Boulevards, kopplat till den ambulerande verksamheten bus Boulevards (se i historiken ovan). Det inkluderar bland annat sprututbyte för injicerande drogmissbrukare.
- Male Sex Work, en stöd- och dokumentationsverksamhet direkt riktad till manliga sexarbetare och med stöd från Schweiziska aids-förbundet.
- Don Juan, ett initiativ från aids-förbundet som vänder sig sexköpare i miljöer med gatuprostituerade. Projektet har senare kommit att integreras i den löpande verksamheten hos förbundet.[15]
- Olika sorters stödinitiativ som är tänkta att underlätta sexarbetares kontakter med myndigheter, självdeklaration, juridisk och hälsomässig assistans.
- Permis L, där stöd och råd ges till personer som arbetar med striptease (med arbetstillståndet benämnt "Permis L"), i frågor rörande pappersarbete och arbetsrättigheter.

Aspasie har sitt huvudkontor på rue des Pâquis i centrala Genève. Dessutom erbjuder man tillgång till Centre Grisélidis Réal, det dokumentationsbibliotek som Réal byggde upp under sin levnad.